# Ruth Seutter von Loetzen
Ruth Seutter von Loetzen (* 27. November 1925; † 23. November 2012 bei Regensburg) war eine deutsche Schauspielerin.

## Leben
Ihre Schauspielkarriere begann bereits in jungen Jahren. So spielte sie im Berliner Theater am Gendarmenmarkt an der Seite von Gustaf Gründgens in Faust II eine der Sirenen. Weitere Theaterrollen hatte sie unter anderem 1946 im Stadttheater Regensburg in Tod eines Handlungsreisenden sowie in Das große Welttheater.
Sie wohnte in Regensburg und war Mitglied der ÖDP, zuletzt das älteste Parteimitglied im Kreisverband Regensburg. Sie kandidierte unter anderem bei der Stadtratswahl 2008. Ihr Sohn Anton war Mitglied der Band Sparifankal.
Ruth Seutter von Loetzen verstarb im Jahre 2012 bei Regensburg.